# Chirurgia weterynaryjna

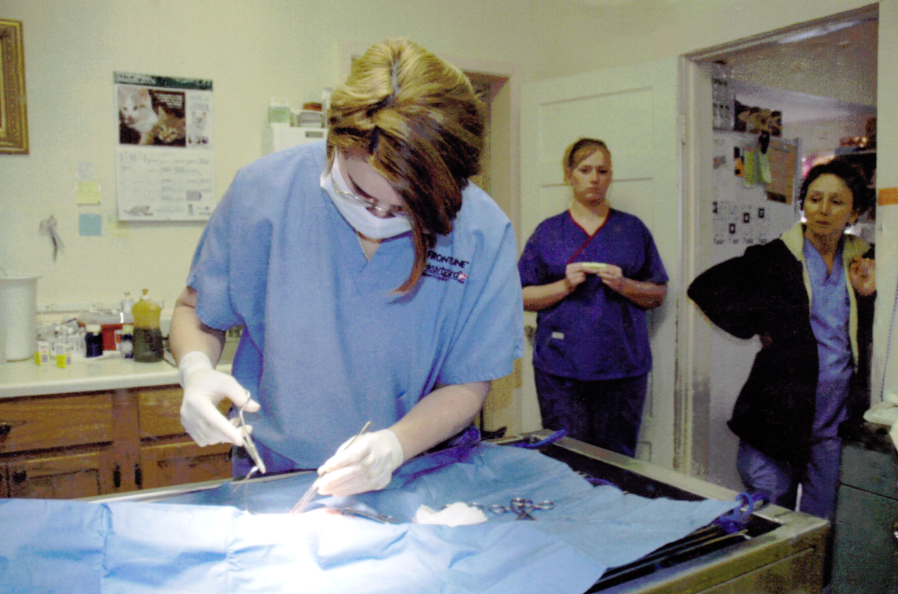
Chirurgia weterynaryjna

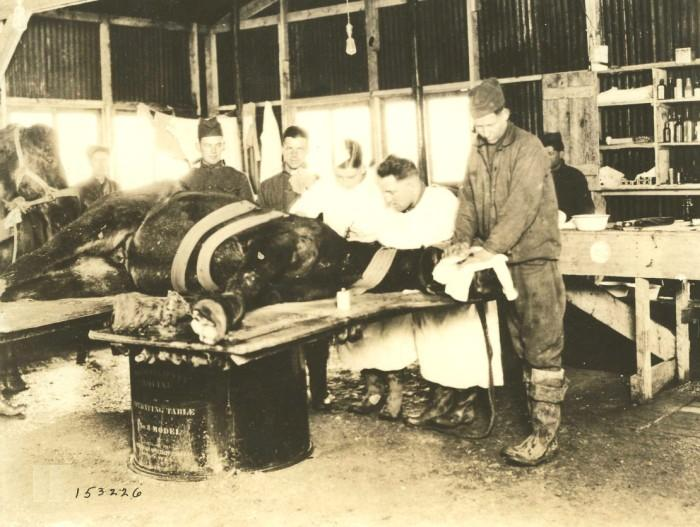
Operacja konia podczas I wojny światowej

Chirurgia weterynaryjna – dziedzina medycyny weterynaryjnej zajmującą się leczeniem zwierzęcych chorób wymagających interwencji chirurgicznej, czyli najczęściej w przypadku weterynarii, zabiegu inwazyjnego.
Nazwa "chirurgia" pochodzi od greckich słów cheir (ręka) i ergon (czyn, działanie), łac. grec. cheirurgia – praca wykonywana ręcznie.
Chirurgię weterynaryjną można podzielić umownie na dwie gałęzie:
- chirurgię małych zwierząt
- chirurgię dużych zwierząt

Dużego przygotowania specjalistycznego wymaga zwłaszcza chirurgia koni. Leczenia operacyjnego tych zwierząt podejmują się zazwyczaj jedynie doświadczeni lekarze weterynarii, posiadający odpowiednią specjalizację w tej dziedzinie.
Coraz częściej lekarze weterynarii uciekają się do mniej inwazyjnych metod leczenia chirurgicznego, jak np. laparoskopia.